# Калвах, Лукаш
Лу́каш Ка́лвах (чеш. Lukáš Kalvach; родился 19 июля 1995 года, Оломоуц, Чехия) — чешский футболист, полузащитник клуба «Виктория Пльзень» и сборной Чехии.

## Клубная карьера
Калвах — воспитанник клуба «Сигма» из своего родного города. 
В 2016 году для получения игровой практики на правах аренды выступал за «МАС Таборско» во Второй чешской лиге. После окончания аренды Лукаш вернулся в «Сигму». 30 июля 2017 года в матче против «Млады-Болеслав» дебютировал в Синот лиге. 2 марта 2019 года в поединке против пражской «Дуклы» забил свой первый гол за «Сигму».
Летом 2019 года перешёл в пльзеньскую «Викторию». 13 июля в матче против своего родного клуба «Сигмы» дебютировал за новую команду. 18 августа в поединке против «Теплице» Лукаш забил свой первый гол за «Викторию».

## Статистика выступлений за сборную
| Матчи Лукаша Калваха за сборную Чехии | Матчи Лукаша Калваха за сборную Чехии | Матчи Лукаша Калваха за сборную Чехии | Матчи Лукаша Калваха за сборную Чехии | Матчи Лукаша Калваха за сборную Чехии | Матчи Лукаша Калваха за сборную Чехии | Матчи Лукаша Калваха за сборную Чехии |
| ------------------------------------- | ------------------------------------- | ------------------------------------- | ------------------------------------- | ------------------------------------- | ------------------------------------- | ------------------------------------- |
| №                                     | Дата                                  | Оппонент                              | Счёт                                  | Голы                                  | Соревнование                          |                                       |
| 1                                     | 14 октября 2019                       | Северная Ирландия                     | 2:3                                   | -                                     | Товарищеский матч                     |                                       |
| 2                                     | 2 июня 2022                           | Швейцария                             | 2:1                                   | -                                     | Лига наций 2022/23                    |                                       |
| 3                                     | 12 июня 2022                          | Испания                               | 0:2                                   | -                                     | Лига наций 2022/23                    |                                       |
| 4                                     | 27 сентября 2022                      | Швейцария                             | 1:2                                   | -                                     | Лига наций 2022/23                    |                                       |
| 5                                     | 7 сентября 2024                       | Грузия                                | 1:4                                   | 1                                     | Лига наций 2024/25                    |                                       |

## Достижения
Виктория Пльзень
- Чемпион Чехии: 2021/22